# Set (revista)
SET foi uma revista brasileira que tratava sobre cinema. Lançada em junho de 1987, criada a partir de pautas de cinema da revista de música Bizz. SET chegou a ter uma tiragem mensal de 50 mil exemplares, mas não circula desde Novembro de 2010.

## História
Alex Antunes (editor) e Marcel Plasse participaram da criação editorial e Michel Spitale foi o primeiro editor de arte.
A primeira edição da revista foi publicada em julho de 1987 e estampou em sua capa o ator Mickey Rourke. Entre 1987 a 1998, a revista foi publicada pela editora Azul, uma filial da Editora Abril, criada em uma sociedade entre Roberto Civita e Ângelo Rossi. Entre 1998 e 1999 teve um breve periodo pela Editora Abril e ainda em 1999, passou a ser um título da Editora Peixes, nova editora de Rossi.
Em 2009, por problemas financeiros na editora Peixes, a publicação chegou a ter o seu cancelamento anunciado. No entanto, a revista conseguiu se manter através da equipe do caderno de cultura do Jornal do Brasil, da Companhia Brasileira de Multimídia, levando à troca completa da equipe. Essa fase durou apenas três edições, e a revista foi vendida para a Editora Aver. Na AVER, teve mais seis edições, a última, de número 271, saiu  em novembro de 2010, havendo um hiato de quatro meses desde a penúltima (edição 270) ,  lançada em junho do mesmo ano.

### Editoras
Ao longo de sua história, a revista foi publicada por diversas editoras:
| Editora        | Período      |
| -------------- | ------------ |
| Editora Azul   | 1987 – 1998  |
| Editora Abril  | 1998 – 1999  |
| Editora Peixes | 1999 – 2009  |
| CBM            | 2009 -- 2009 |
| Editora Aver   | 2009 – 2010  |

## Seções

### Atuais
- CARTAS: Os e-mails e cartas dos leitores. Costumavam ser respondidas, ocasionalmente com humor satírico, por um "funcionário misterioso" (que o diretor Roberto Sadovski revelou ser ora ele, ora Rodrigo Salem ou Ricardo Matsumoto, ambos editores). O grande número de perguntas sobre uma adaptação de Caverna do Dragão levou à criação da "Carta-Caverna do Mês", em 2005.
- TAKES: As últimas notícias cinematográficas. Inclui pôsteres e análise de trailers. A jornalista veterana Dulce Damasceno de Brito escrevia uma coluna, Hollywood Boulevard, até sua morte em 2008.
- CINEMA: Críticas aos filmes em cartaz.
- DVD & VÍDEO: Críticas aos filmes que chegam às locadoras em DVD ou Blu-Ray. Antigamente, VHS e DVD eram separados.
- TV PAGA: Novidades na televisão por assinatura.
- EQUIPAMENTOS: Câmeras, televisões, aparelhos de DVD,Home theaters e outros aparelhos para a diversão.

### Extintas
- RADAR BRASIL: As novidades do cinema brasileiro. Extinta em janeiro de 1999.
- DE CARA NOVA: Clássicos reimaginados, dando DVDs do filme para as melhores sugestões. Extinta em fevereiro de 2005.
- NOSTALGIA: Lembranças de momentos clássicos do cinema. Extinta em fevereiro de 2005.
- QUIZ SHOW: Um teste, escrito pelo jornalista Marcelo Duarte. Extinta em julho de 2001.
- CULTURA POP: A origem da controversa MÚSICA. Juntava música em geral (não só trilhas sonoras), HQs, livros e sites. Extinta em Fevereiro de 2004.
- ENTRE LEITORES: “Classificados”. Anúncios de compra e venda. Extinta em Junho de 2006.
- MÚSICA: Antigamente,falavam só de trilhas sonoras, mas passaram a falar de discos sem relação com cinema, sob muito protesto (além de DVDs musicais). Extinta em Junho de 2009.
- GAMES: Videogames. Extinta em Junho de 2009.
- LIVROS&HQS: Novidades nas livrarias e quadrinhos. Extinta em Junho de 2009.
- PONTO FINAL: Entrevista com atores e/ou diretores. Na primeira metade de 2009, deu lugar a "Há Dez Anos...", com filmes marcantes de 1999. Extinta em Junho de 2009.
- HOLLYWOOD BOULEVARD: Coluna da jornalista Dulce Damasceno de Brito. Aos 15 anos, Dulce já era jornalista e, aos 17, embarcou para Hollywood para entrevistar os galãs que a fascinavam, especialmente o Gregory Peck. Dulce foi a primeira correspondente brasileira em Hollywood e filtrou o olhar de todo o mundo que lia ‘Cinelândia’ nos anos 50. A última coluna foi em novembro de 2008, com a edição seguinte tendo o obituário de Dulce por Alfredo Sternheim, que revelou que ela faleceu no dia seguinte ao encontro para discutir a coluna de dezembro.